# Swan (rivier)
De Swan is een rivier in het zuidwesten van West-Australië. Het is een korte, traag stromende rivier die door Perth stroomt en bij Fremantle in de Indische Oceaan uitmondt.

## Ligging
Het stroomgebied van de rivier heeft een oppervlakte van circa 126.000 km². De Swan begint als de Avon bij de Darling Range op ongeveer 175 kilometer van de monding bij Fremantle. De Avon stroomt eerst naar het noorden, buigt vervolgens naar het zuidwesten en neemt in omvang toe dankzij diverse zijrivieren. De naam verandert in Swan op 72 kilometer van de monding waar de Wooroloo beek de rivier instroomt bij het Nationaal park Walyunga. De rivier vervolgt haar weg via Perth, de hoofdstad van West-Australië met 1,8 miljoen inwoners, naar Fremantle.

## Geschiedenis
De oorspronkelijke bewoners van het zuidwesten van West-Australië waren de Nyungah Aborigines. De aboriginesnaam voor de rivier is Derbal Yerrigan.
De rivier werd in 1697 door de Hollandse ontdekkingsreiziger Willem de Vlamingh, vanwege de zwarte zwanen die hij daar aantrof, de Swarte Swaene Revier genoemd. Het duurde ruim 100 jaar alvorens in 1801 een Europese, nu Franse, expeditie onder leiding van Nicolas Baudin het gebied opnieuw bezocht. De Britten kregen meer interesse in het gebied, onder meer om te voorkomen dat de Fransen het in bezit zouden nemen.
In 1827 verkende kapitein James Stirling van de HMS Success de rivier. Stirling was ervan overtuigd dat dit een goede locatie was voor een kolonie. Hij wist de regering hiervan te overtuigen. Het eerste schip dat arriveerde was de HMS Challenger van kapitein Charles Fremantle (1800-1869). Op 2 mei 1829 eiste Fremantle het gebied op namens de Britse regering. Stirling arriveerde in juni en stichtte er de kolonie aan de rivier de Swan.
Aan de rivier werden kades aangelegd om het laden en lossen van de schepen te vergemakkelijken. Later werden voor de kust zandbanken weggebaggerd en rotsen en koraalriffen met explosieven opgeblazen om schepen met een grotere diepgang te kunnen verwerken. Tegenwoordig is de haven van Fremantle, in de monding van de rivier, de grootste algemene haven - gemeten in tonnen overslag - van West-Australië.

## Milieu
Het waterpeil van de rivier wordt beïnvloed door de werking van eb en vloed. Bij vloed stroomt zout zeewater ver de rivier in en bij zware stormen leidde dit tot grote overstromingen. Kort na de oprichting van de stad in 1830 steeg het water zes meter boven het normale niveau en in 1872 werd de ergste overstroming geregistreerd. In 1926 stonden straten onder water en raakten een belangrijke auto- en spoorbrug zwaar beschadigd. De reden was een extreem hoge neerslag in een korte periode, tussen 16 en 21 juli 1926 viel 131 millimeter regen en de rivier kon deze hoeveelheid niet aan.
Het zoute water is zwaarder en vloeit stroomopwaarts onder het lichtere zoete water. Bij een laag debiet, vooral in de zomer en herfst, kan het zeewater tot 55 kilometer landinwaarts binnendringen. Op de scheiding van zoet- en zoutwater is er weinig interactie waarbij zuurstof moeilijk naar de bodem kan doordringen. Het water wordt zuurstofarm met nadelige milieuconsequenties.